# Johann Baptist Gradl
Johann Baptist Gradl (Berlino, 25 marzo 1904 – Berlino, 2 luglio 1988) è stato un politico tedesco, membro dell'Unione Cristiano-Democratica di Germania.
Durante la Repubblica di Weimar Gradl fu membro del Zentrumspartei e ne fu presidente nella sezione di Kreuzberg dal 1930 al 1933.
Nel 1945 Gradl fu tra i fondatori e i leader dell'Unione Cristiano Democratica della Germania Est a Berlino e nella Zona di occupazione sovietica. Alla fine del 1947 fu rimosso dalle forze d'occupazione sovietiche e si unì alla CDU di Berlino Ovest.
È stato membro del Bundestag dal 1957 al 1980. Tra il 1965 e il 1966 è stato ministro del governo federale per le persone trasferite e danneggiate dalla guerra. Nel 1966 divenne ministro federale per tutti i problemi tedeschi nel secondo Governo del cancelliere Ludwig Erhard. In seguito alla morte di Erhard divenne il membro più anziano del parlamento.
Gradl sposò Marianne Brecour e hanno avuto quattro bambini. Era membro della parrocchia cattolica di Mater Dolorosa a Lankwitz ed è seppellito in una tomba d'onore a Tempelhof.